# Parathyreus lobatus
Parathyreus lobatus är en skalbaggsart som beskrevs av Henry Fuller Howden 1985. Parathyreus lobatus ingår i släktet Parathyreus och familjen Bolboceratidae. Inga underarter finns listade i Catalogue of Life.